# Dřevožrout zejkovaný
Dřevožrout zejkovaný (Bitoma crenata) je druh kůrovce z čeledi Zopheridae. Oblastí jeho  výskytu je Severní Amerika a Evropa.

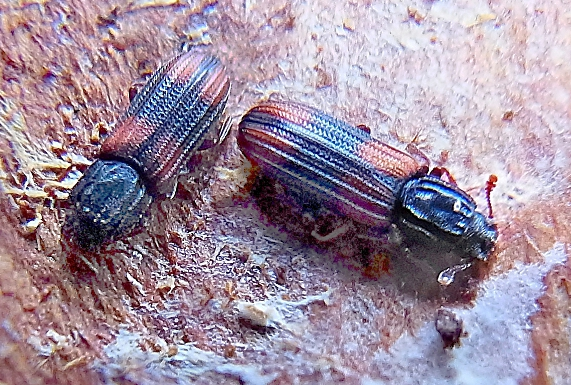